# Joffreville
Pour les articles homonymes, voir Joffreville (homonymie).
La ville de Joffreville, nommée Ambohitra avant la colonisation est un village et une commune malgache, du district d'Antsiranana II, appartenant à la région de Diana, dans la province de Diego-Suarez. 

## Origine du nom
Vers la fin des grandes guerres, le camp d'Ambre devient Joffreville, en honneur au colonel français Joffre sui a été le premier a rendre accessible la montagne d'Ambre et qui l'a créé en 1903

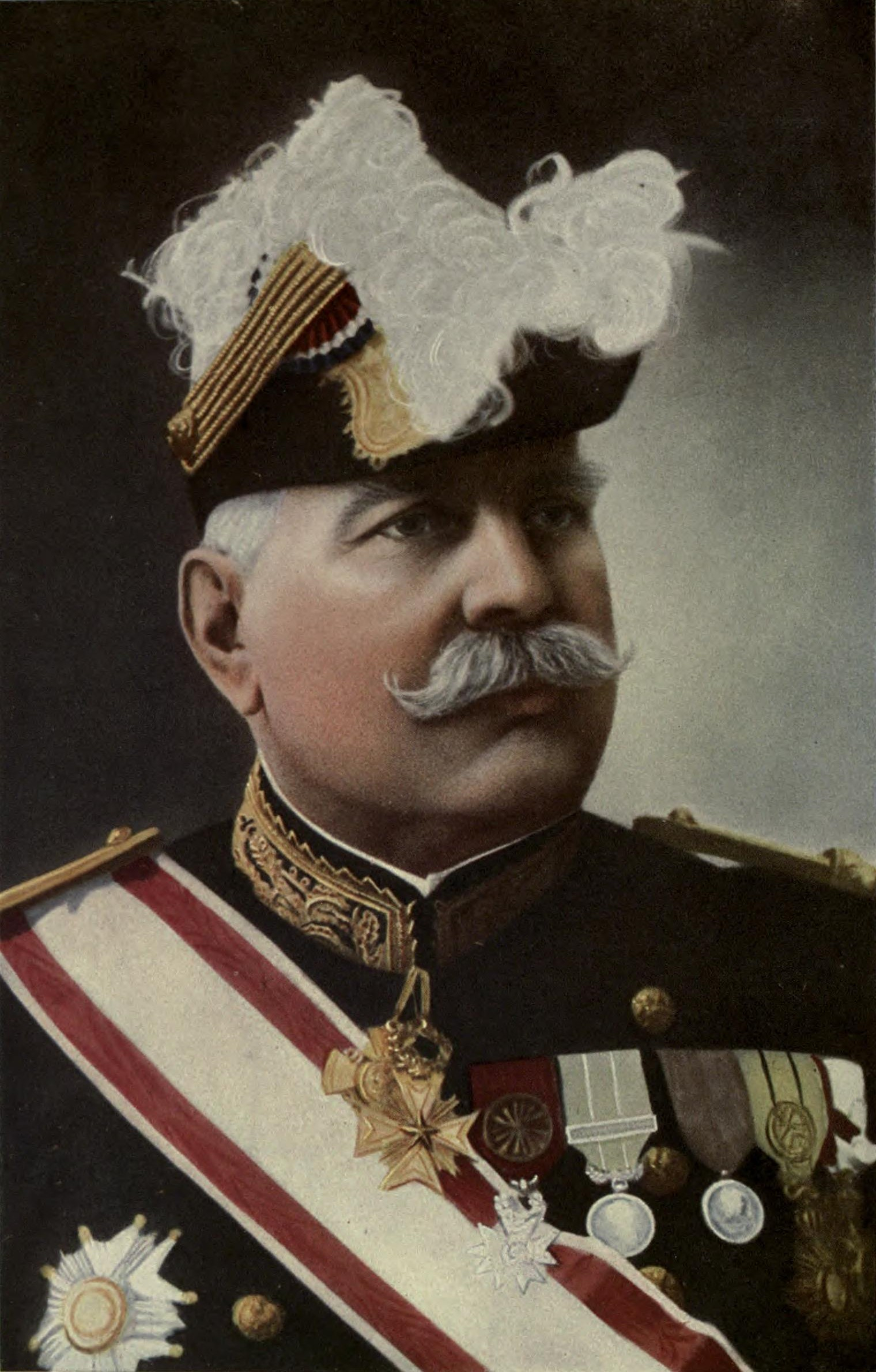
Portrait du général Joffre, fondateur de Joffreville.

## Géographie
La ville est construite sur les contreforts de la montagne de l'Ambre. Elle est principalement un lieu de villégiature, éloignée du climat du port de Diego-Suarez, situé à 32 km au Nord.
Joffreville est une des portes d'entrée au parc National de la Montagne d'Ambre, la premier aire protégée de Madagascar.

## Histoire

### Présence militaire
Son ancien nom a été le "camp d'Ambre", chef lieu du district d'Ambre .Une ville composée strictement de militaires et dirigée par un lieutenant d'infanterie coloniale.
Lieu de villégiature, Joffreville est aussi une ville de garnison. Lors du départ des militaires, le camp a été transformé en camp d'aguerrissement de l'armée malgache. Sur la route vers Diego-Suarez, se situait le centre d'entraînement de la Légion étrangère, abandonné depuis 1973 pour le Centre d'entraînement à la forêt équatoriale, en Guyane.
Joffreville c'est une ville haute montagne donc c'est une place stratégique pour voir l'entrée des bateaux de la baie de diego Suarez car il  a encore ancien Canon militaire orienté vers la baie.
Général Joffre préfère resté dans cette ville car Diego Suarez l'endroit très chaud par contre Ambohitra (joffreville) un endroit assez froid et humide.

## Tourisme
Joffreville est une des portes d'entrée du parc national de la Montagne d'Ambre, sur laquelle était installée au temps colonial une station forestière (fondée en 1937). Aujourd'hui elle est une des aires protégées de Madagascar, gérée par Madagascar National Parks (MNP : ex-ANGAP) .
A joffreville, il existe un monastère bénédictin Saint-Jean-Baptiste, occupée par 14 sœurs, qui possède aussi une hôtellerie, une boutique d'artisanat local et d'un jardin de plantes médicinales.

## Galerie

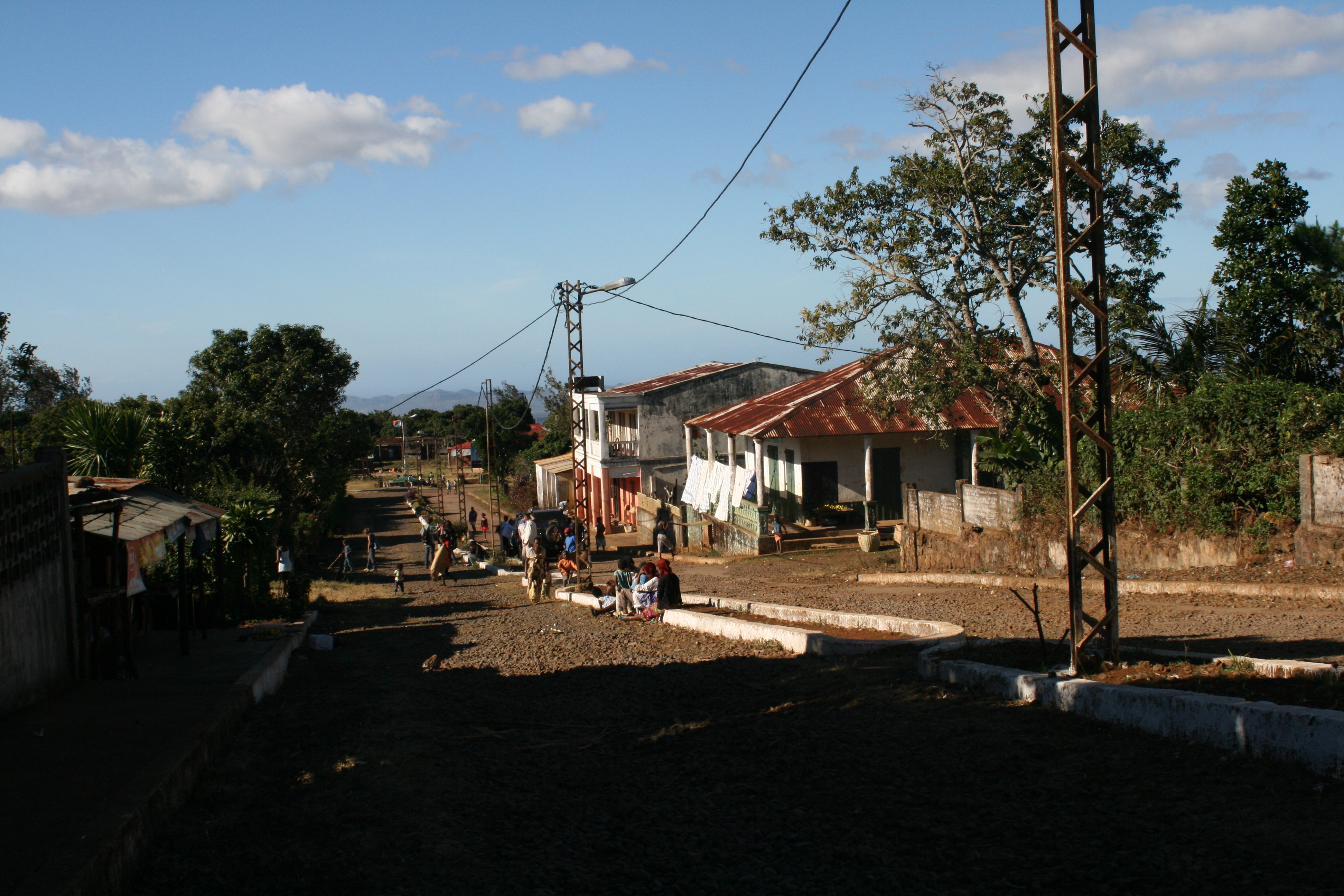
Avenue à Joffreville
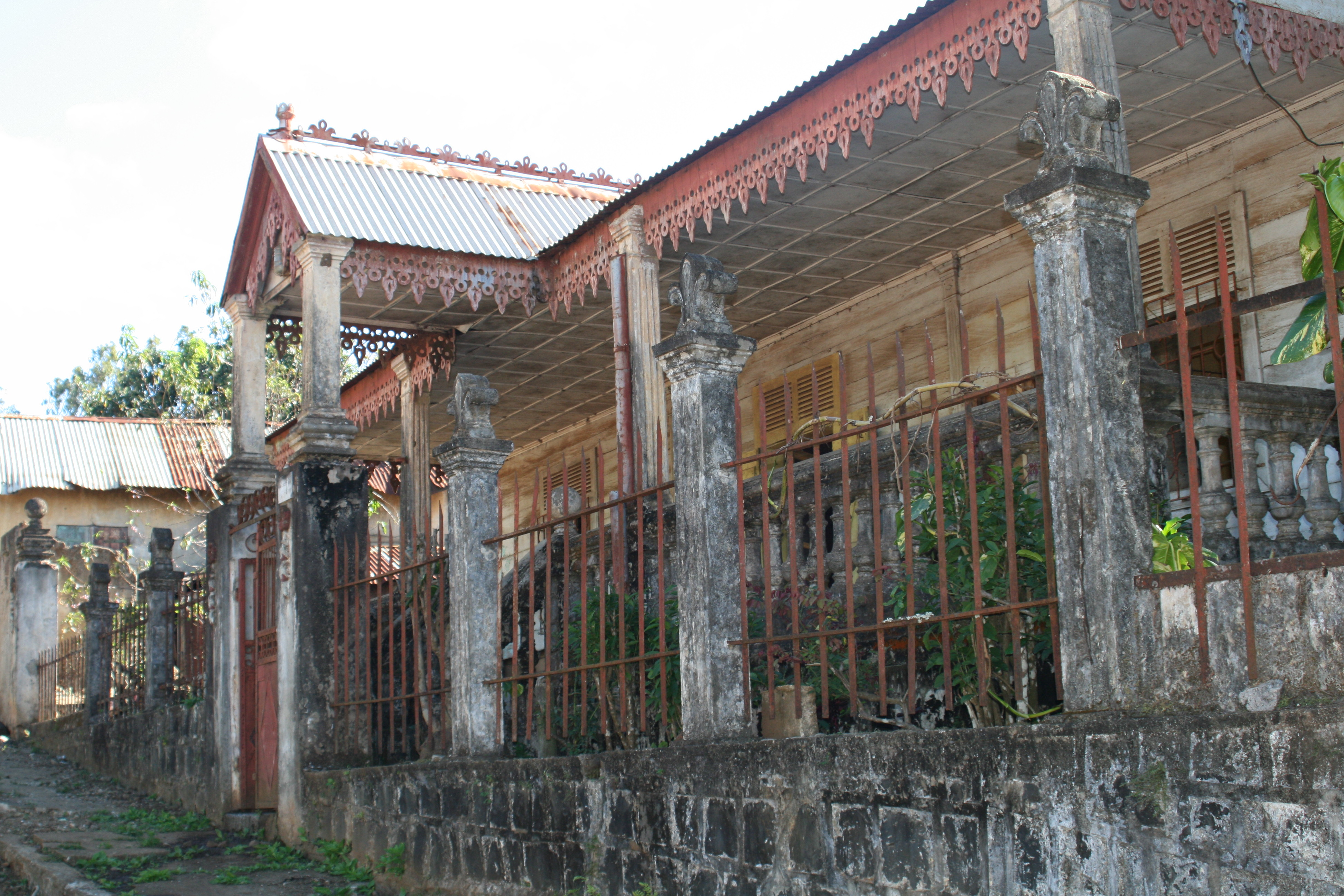
Maison coloniale/créole sur l'avenue principale de Joffreville